# Amerdingen
Amerdingen – miejscowość i gmina w Niemczech, w kraju związkowym Bawaria, w rejencji Szwabia, w regionie Augsburg, w powiecie Donau-Ries, wchodzi w skład wspólnoty administracyjnej Ries. Leży około 21 km na zachód od Donauwörth, nad rzeką Kessel.

## Dzielnice
W skład gminy wchodzą następujące dzielnice:
- Amerdingen
- Bollstadt

## Demografia
| Rok  | Liczba mieszk. |
| ---- | -------------- |
| 1970 | 824            |
| 1987 | 789            |
| 2000 | 852            |

## Polityka
Wójtem gminy jest Hermann Schmidt, rada gminy składa się z 8 osób.
|      | Dorfgemeinschaft | Freie Wählergemeinschaft Bollstadt | Razem |
| 2008 | 4                | 4                                  | 8     |
| 2002 | 5                | 3                                  | 8     |

## Oświata
W gminie znajduje się przedszkole oraz szkoła (4 nauczycieli, 82 uczniów).